# Jean Wauters
Jean Wauters (* 25. November 1906 in Sint-Jans-Molenbeek; † 14. April 1989 in Anderlecht) war ein belgischer Radrennfahrer.

## Sportliche Laufbahn
Wauters war im Straßenradsport aktiv. 1931 wurde er Berufsfahrer und blieb bis 1937 als Radprofi aktiv. Bei Paris–Roubaix 1934 wurde er hinter Gaston Rebry Zweiter, 1936 kam er auf den 6. Platz. 1936 wurde er Zweiter in der Meisterschaft von Zürich hinter Werner Buchwalder. 1933 siegte er bei Paris–Lille, 1934 bei Brüssel–Jupille und 1935 bei Paris–Brasschaat. Dreimal war er in der Tour de France am Start. 1932 wurde er 17. und 1934 31. der Gesamtwertung. 1933 war er ausgeschieden.